# 대한민국 제22대 국회의원 선거 국민의힘 후보 목록
다음은 대한민국 제22대 국회의원 선거에 출마하는 국민의힘의 후보 목록이다. 국민의힘은 이번 선거를 앞두고 지역구 후보 254명을 공천했다. 이는 이번 선거의 모든 지역구에 공천을 한 것이다.

## 지역구

### 서울특별시
| 선거구         | 후보   | 공천 형태  | 경력                                                    |
| -------------- | ------ | ---------- | ------------------------------------------------------- |
| 종로구         | 최재형 | 단수공천   | 제24대 감사원장(2018. 1.~2021. 6.). 제21대 국회의원     |
| 중구·성동구 갑 | 윤희숙 | 단수공천   | 제21대 국회의원                                         |
| 중구·성동구 을 | 이혜훈 | 경선       | 제17·18·20대 국회의원                                   |
| 용산구         | 권영세 | 단수공천   | 제16·17·18·21대 국회의원. 통일부장관(2022. 5.~2023. 7.) |
| 광진구 갑      | 김병민 | 단수공천   | 전 국민의힘 최고위원                                    |
| 광진구 을      | 오신환 | 단수공천   | 제19·20대 국회의원                                      |
| 동대문구 갑    | 김영우 | 경선       | 제18·19·20대 국회의원                                   |
| 동대문구 을    | 김경진 | 단수공천   | 제20대 국회의원                                         |
| 중랑구 갑      | 김삼화 | 경선       | 제20대 국회의원                                         |
| 중랑구 을      | 이승환 | 단수공천   | 윤석열 정부 대통령비서실 행정관                         |
| 성북구 갑      | 이종철 | 경선       | 바른미래당 대변인                                       |
| 성북구 을      | 이상규 | 경선       | 경희대학교 객원교수                                     |
| 강북구 갑      | 전상범 | 단수공천   | 의정부지방법원 부장판사. 영입인사                       |
| 강북구 을      | 박진웅 | 전략공천   | 이명박 정부 대통령비서실 행정관                         |
| 도봉구 갑      | 김재섭 | 단수공천   | 국민의힘 도봉구 갑 당협위원장                           |
| 도봉구 을      | 김선동 | 단수공천   | 제18·20대 국회의원                                      |
| 노원구 갑      | 현경병 | 경선       | 제18대 국회의원                                         |
| 노원구 을      | 김준호 | 전략공천   | 미래통합당 중앙청년위원회 부위원장                      |
| 은평구 갑      | 홍인정 | 경선       | 국민의힘 서울특별시당 수석대변인                        |
| 은평구 을      | 장성호 | 전략공천   | 건국대학교 행정대학원 원장                              |
| 서대문구 갑    | 이용호 | 단수공천   | 제20·21대 국회의원                                      |
| 서대문구 을    | 박진   | 전략공천   | 제16·17·18·21대 국회의원. 제40대 외교부장관             |
| 마포구 갑      | 조정훈 | 경선       | 시대전환 대표. 제21대 국회의원                          |
| 마포구 을      | 함운경 | 전략공천   | 민주화운동동지회 회장                                   |
| 양천구 갑      | 구자룡 | 경선       | 국민의힘 비상대책위원회 위원                            |
| 양천구 을      | 오경훈 | 경선       | 제16대 국회의원                                         |
| 강서구 갑      | 구상찬 | 단수공천   | 제18대 국회의원                                         |
| 강서구 을      | 박민식 | 전략공천   | 제18·19대 국회의원. 초대 국가보훈부장관                 |
| 강서구 병      | 김일호 | 단수공천   | 제20대 대통령직 인수위원회 전문위원                     |
| 구로구 갑      | 호준석 | 단수공천   | YTN 앵커. 국민의힘 비상대책위원회 대변인                |
| 구로구 을      | 태영호 | 단수공천   | 제21대 국회의원                                         |
| 금천구         | 강성만 | 경선       | 국민의힘 금천구 당협위원장                              |
| 영등포구 갑    | 김영주 | 전략공천   | 제17·19·20·21대 국회의원. 제6대 고용노동부장관          |
| 영등포구 을    | 박용찬 | 단수공천   | 국민의힘 영등포구 을 당협위원장                         |
| 동작구 갑      | 장진영 | 단수공천   | 국민의힘 동작구 갑 당협위원장                           |
| 동작구 을      | 나경원 | 단수공천   | 제17·18·19·20대 국회의원                                |
| 관악구 갑      | 유종필 | 단수공천   | 제23·24대 관악구청장                                    |
| 관악구 을      | 이성심 | 단수공천   | 제2·3·5·7·8대 관악구의회 의원                           |
| 서초구 갑      | 조은희 | 단수공천   | 제10·11대 서초구청장. 제21대 국회의원                   |
| 서초구 을      | 신동욱 | 단수공천   | TV조선 뉴스총괄프로듀서                                 |
| 강남구 갑      | 서명옥 | 국민추천제 | 제3대 한국공공조직은행장                                |
| 강남구 을      | 박수민 | 국민추천제 | 유럽부흥개발은행 이사                                   |
| 강남구 병      | 고동진 | 전략공천   | 삼성전자 사장                                           |
| 송파구 갑      | 박정훈 | 단수공천   | TV조선 시사제작국장                                     |
| 송파구 을      | 배현진 | 단수공천   | 제21대 국회의원                                         |
| 송파구 병      | 김근식 | 경선       | 국민의힘 송파구 병 당협위원장                           |
| 강동구 갑      | 전주혜 | 경선       | 제21대 국회의원                                         |
| 강동구 을      | 이재영 | 단수공천   | 제19대 국회의원                                         |

### 부산광역시
| 선거구      | 후보   | 공천 형태 | 경력                                             |
| ----------- | ------ | --------- | ------------------------------------------------ |
| 중구·영도구 | 조승환 | 경선      | 제22대 해양수산부장관                            |
| 서구·동구   | 곽규택 | 경선      | 국민의힘 중앙당 법률전문위원                     |
| 부산진구 갑 | 정성국 | 단수공천  | 제38대 한국교원단체총연합회 회장. 영입 인사      |
| 부산진구 을 | 이헌승 | 경선      | 제19·20·21대 국회의원                            |
| 동래구      | 서지영 | 경선      | 국민의힘 중앙당 총무국장                         |
| 남구        | 박수영 | 단수공천  | 제21대 국회의원                                  |
| 북구 갑     | 서병수 | 전략공천  | 제16·17·18·19·21대 국회의원. 제36대 부산광역시장 |
| 북구 을     | 박성훈 | 경선      | 제18대 해양수산부차관                            |
| 해운대구 갑 | 주진우 | 단수공천  | 윤석열 정부 대통령비서실 법률비서관              |
| 해운대구 을 | 김미애 | 단수공천  | 제21대 국회의원                                  |
| 사하구 갑   | 이성권 | 단수공천  | 제17대 국회의원. 제9대 부산광역시 경제부시장     |
| 사하구 을   | 조경태 | 경선      | 제17·18·19·20·21대 국회의원                      |
| 금정구      | 백종헌 | 경선      | 제21대 국회의원                                  |
| 강서구      | 김도읍 | 단수공천  | 제19·20·21대 국회의원                            |
| 연제구      | 김희정 | 경선      | 제17·19대 국회의원. 제4대 여성가족부장관         |
| 수영구      | 정연욱 | 전략공천  | 동아일보 논설위원                                |
| 사상구      | 김대식 | 단수공천  | 제15대 민주평화통일자문회의 사무처장             |
| 기장군      | 정동만 | 단수공천  | 제21대 국회의원                                  |

### 대구광역시
| 선거구         | 후보   | 공천 형태  | 경력                                              |
| -------------- | ------ | ---------- | ------------------------------------------------- |
| 중구·남구      | 김기웅 | 전략공천   | 제27대 통일부차관                                 |
| 동구·군위군 갑 | 최은석 | 국민추천제 | CJ제일제당 대표                                   |
| 동구·군위군 을 | 강대식 | 경선       | 제27대 동구청장. 제21대 국회의원                  |
| 서구           | 김상훈 | 경선       | 제19·20·21대 국회의원                             |
| 북구 갑        | 우재준 | 국민추천제 | 변호사                                            |
| 북구 을        | 김승수 | 경선       | 제21대 국회의원                                   |
| 수성구 갑      | 주호영 | 경선       | 제17·18·19·20·21대 국회의원                       |
| 수성구 을      | 이인선 | 경선       | 제21대 국회의원                                   |
| 달서구 갑      | 유영하 | 단수공천   | 변호사                                            |
| 달서구 을      | 윤재옥 | 단수공천   | 제19·20·21대 국회의원                             |
| 달서구 병      | 권영진 | 경선       | 제18대 국회의원. 제33·34대 대구광역시장           |
| 달성군         | 추경호 | 단수공천   | 제20·21대 국회의원. 제6대 부총리겸 기획재정부장관 |

### 인천광역시
| 선거구             | 후보   | 공천 형태 | 경력                                                                    |
| ------------------ | ------ | --------- | ----------------------------------------------------------------------- |
| 중구·강화군·옹진군 | 배준영 | 단수공천  | 제21대 국회의원                                                         |
| 동구·미추홀구 갑   | 심재돈 | 단수공천  | 국민의힘 동구·미추홀구 갑 당협위원장                                    |
| 동구·미추홀구 을   | 윤상현 | 단수공천  | 제18·19·20·21대 국회의원                                                |
| 연수구 갑          | 정승연 | 단수공천  | 국민의힘 연수구 갑 당협위원장                                           |
| 연수구 을          | 김기흥 | 경선      | 윤석열 정부 제2대 대통령비서실 부대변인                                 |
| 남동구 갑          | 손범규 | 경선      | SBS 아나운서                                                            |
| 남동구 을          | 신재경 | 경선      | 윤석열 정부 대통령비서실 선임행정관                                     |
| 부평구 갑          | 유제홍 | 경선      | 제7대 인천광역시의회 의원                                               |
| 부평구 을          | 이현웅 | 전략공천  | 국민의당 부평구 을 지역위원장                                           |
| 계양구 갑          | 최원식 | 전략공천  | 제19대 국회의원                                                         |
| 계양구 을          | 원희룡 | 단수공천  | 제16·17·18대 국회의원, 제3·4대 제주특별자치도지사. 제7대 국토교통부장관 |
| 서구 갑            | 박상수 | 단수공천  | 변호사                                                                  |
| 서구 을            | 박종진 | 단수공천  | iHQ 대표이사                                                            |
| 서구 병            | 이행숙 | 단수공천  | 초대 인천광역시 문화복지정무부시장                                      |

### 광주광역시
| 선거구       | 후보   | 공천 형태 | 경력                                |
| ------------ | ------ | --------- | ----------------------------------- |
| 동구·남구 갑 | 강현구 | 단수공천  | 대한건축사협회 광주시건축사회장     |
| 동구·남구 을 | 박은식 | 단수공천  | 국민의힘 비상대책위원회 위원        |
| 서구 갑      | 하헌식 | 단수공천  | 전 국민의힘 광주 서구 을 당협위원장 |
| 서구 을      | 김윤   | 전략공천  | 북촌학당 학장                       |
| 북구 갑      | 김정명 | 단수공천  | 국민의힘 광주광역시당 부위원장      |
| 북구 을      | 양종아 | 단수공천  | 한뼘클래식 대표                     |
| 광산구 갑    | 김정현 | 단수공천  | 국민의힘 광산구 갑 당협위원장       |
| 광산구 을    | 안태욱 | 단수공천  | 전 TBN 광주교통방송 사장            |

### 대전광역시
| 선거구    | 후보   | 공천 형태 | 경력                             |
| --------- | ------ | --------- | -------------------------------- |
| 동구      | 윤창현 | 단수공천  | 제21대 국회의원                  |
| 중구      | 이은권 | 경선      | 제17대 중구청장. 제20대 국회의원 |
| 서구 갑   | 조수연 | 경선      | 국민의힘 서구 갑 당협위원장      |
| 서구 을   | 양홍규 | 경선      | 제9대 대전광역시 정무부시장      |
| 유성구 갑 | 윤소식 | 경선      | 제18대 대전광역시경찰청장        |
| 유성구 을 | 이상민 | 단수공천  | 제17·18·19·20·21대 국회의원      |
| 대덕구    | 박경호 | 경선      | 국민의힘 대덕구 당협위원장       |

### 울산광역시
| 선거구  | 후보   | 공천 형태  | 경력                                                                |
| ------- | ------ | ---------- | ------------------------------------------------------------------- |
| 중구    | 박성민 | 경선       | 제12·13대 중구청장. 제21대 국회의원                                 |
| 남구 갑 | 김상욱 | 국민추천제 | 변호사                                                              |
| 남구 을 | 김기현 | 경선       | 제17·18·19·21대 국회의원. 제6대 울산광역시장. 제2대 국민의힘 당대표 |
| 동구    | 권명호 | 단수공천   | 제7대 동구청장. 제21대 국회의원                                     |
| 북구    | 박대동 | 경선       | 제19대 국회의원                                                     |
| 울주군  | 서범수 | 경선       | 제21대 국회의원                                                     |

### 세종특별자치시
| 선거구            | 후보   | 공천 형태 | 경력                                  |
| ----------------- | ------ | --------- | ------------------------------------- |
| 세종특별자치시 갑 | 류제화 | 단수공천  | 국민의힘 세종특별자치시 갑 당협위원장 |
| 세종특별자치시 을 | 이준배 | 경선      | 초대 세종특별자치시 경제부시장        |

### 경기도
| 선거구                    | 후보   | 공천 형태 | 경력                                              |
| ------------------------- | ------ | --------- | ------------------------------------------------- |
| 수원시 갑                 | 김현준 | 단수공천  | 제23대 국세청장                                   |
| 수원시 을                 | 홍윤오 | 전략공천  | 전 국회사무처 홍보기획관                          |
| 수원시 병                 | 방문규 | 단수공천  | 제7대 산업통상자원부 장관                         |
| 수원시 정                 | 이수정 | 단수공천  | 경기대학교 교수                                   |
| 수원시 무                 | 박재순 | 경선      | 제9대 경기도의회 의원                             |
| 성남시 수정구             | 장영하 | 단수공천  | 전 판사                                           |
| 성남시 중원구             | 윤용근 | 단수공천  | 국민의힘 정책자문위원                             |
| 성남시 분당구 갑          | 안철수 | 단수공천  | 제19·20·21대 국회의원                             |
| 성남시 분당구 을          | 김은혜 | 경선      | 제21대 국회의원. 윤석열 정부 제2대 홍보수석비서관 |
| 의정부시 갑               | 전희경 | 단수공천  | 제20대 국회의원.                                  |
| 의정부시 을               | 이형섭 | 경선      | 국민의힘 의정부시 을 당협위원장                   |
| 안양시 만안구             | 최돈익 | 단수공천  | 국민의힘 안양시 만안구 당협위원장                 |
| 안양시 동안구 갑          | 임재훈 | 단수공천  | 제20대 국회의원                                   |
| 안양시 동안구 을          | 심재철 | 경선      | 제16·17·18·19·20대 국회의원                       |
| 부천시 갑                 | 김복덕 | 전략공천  | 국민의힘 재정위원회 수석부위원장                  |
| 부천시 을                 | 박성중 | 전략공천  | 제8대 서초구청장. 제20·21대 국회의원              |
| 부천시 병                 | 하종대 | 전략공천  | 한국정책방송원 원장                               |
| 광명시 갑                 | 김기남 | 경선      | 국민의힘 광명시 갑 당협위원장                     |
| 광명시 을                 | 전동석 | 단수공천  | 제7대 경기도의회 의원                             |
| 평택시 갑                 | 한무경 | 단수공천  | 제21대 국회의원                                   |
| 평택시 을                 | 정우성 | 전략공천  | 포항공과대학교 교수                               |
| 평택시 병                 | 유의동 | 단수공천  | 제19·20·21대 국회의원                             |
| 동두천시·양주시·연천군 갑 | 안기영 | 경선      | 제5·6대 경기도의회 의원                           |
| 동두천시·양주시·연천군 을 | 김성원 | 단수공천  | 제20·21대 국회의원                                |
| 안산시 갑                 | 장성민 | 단수공천  | 제16대 국회의원. 윤석열 정부 초대 미래전략기획관  |
| 안산시 을                 | 서정현 | 경선      | 제11대 경기도의회 의원                            |
| 안산시 병                 | 김명연 | 단수공천  | 제19·20대 국회의원                                |
| 고양시 갑                 | 한창섭 | 전략공천  | 제5대 행정안전부차관                              |
| 고양시 을                 | 장석환 | 경선      | 대진대학교 교수                                   |
| 고양시 병                 | 김종혁 | 단수공천  | 국민의힘 조직부총장                               |
| 고양시 정                 | 김용태 | 전략공천  | 제18·19·20대 국회의원                             |
| 의왕시·과천시             | 최기식 | 단수공천  | 국민의힘 의왕시·과천시 당협위원장                 |
| 구리시                    | 나태근 | 경선      | 국민의힘 구리시 당협위원장                        |
| 남양주시 갑               | 유낙준 | 경선      | 제30대 해병대사령관                               |
| 남양주시 을               | 곽관용 | 단수공천  | 국민의힘 남양주시 을 당협위원장                   |
| 남양주시 병               | 조광한 | 단수공천  | 제8대 남양주시장                                  |
| 오산시                    | 김효은 | 전략공천  | EBSi 영어영역 강사                                |
| 시흥시 갑                 | 정필재 | 단수공천  | 국민의힘 시흥시 갑 당협위원장                     |
| 시흥시 을                 | 김윤식 | 전략공천  | 제10·11·12대 시흥시장                             |
| 군포시                    | 최진학 | 경선      | 제7대 경기도의회 의원                             |
| 하남시 갑                 | 이용   | 경선      | 제21대 국회의원                                   |
| 하남시 을                 | 이창근 | 경선      | 국민의힘 하남시 당협위원장                        |
| 용인시 갑                 | 이원모 | 전략공천  | 윤석열 정부 초대 인사비서관                       |
| 용인시 을                 | 이상철 | 전략공천  | 제5대 지상작전사령부 참모장                       |
| 용인시 병                 | 고석   | 단수공천  | 국민의힘 용인시 병 당협위원장                     |
| 용인시 정                 | 강철호 | 단수공천  | 한국로봇산업협회 회장                             |
| 파주시 갑                 | 박용호 | 전략공천  | 박근혜 정부 대통령직속청년위원회 위원장           |
| 파주시 을                 | 한길룡 | 경선      | 제9대 경기도의회 의원                             |
| 이천시                    | 송석준 | 단수공천  | 제20·21대 국회의원                                |
| 안성시                    | 김학용 | 단수공천  | 제18·19·20·21대 국회의원                          |
| 김포시 갑                 | 박진호 | 경선      | 국민의힘 김포시 갑 당협위원장                     |
| 김포시 을                 | 홍철호 | 단수공천  | 제19·20대 국회의원                                |
| 화성시 갑                 | 홍형선 | 단수공천  | 국회사무처 사무차장                               |
| 화성시 을                 | 한정민 | 단수공천  | 삼성전자 DS부문 연구원                            |
| 화성시 병                 | 최영근 | 단수공천  | 제3·4대 화성시장                                  |
| 화성시 정                 | 유경준 | 전략공천  | 제15대 통계청장. 제21대 국회의원                  |
| 광주시 갑                 | 함경우 | 단수공천  | 국민의힘 조직부총장                               |
| 광주시 을                 | 황명주 | 경선      | 제7대 광주시의회 의원                             |
| 포천시·가평군             | 김용태 | 경선      | 전 국민의힘 청년최고위원                          |
| 여주시·양평군             | 김선교 | 경선      | 제38·39·40대 양평군수. 제21대 국회의원            |

### 강원특별자치도
| 선거구                         | 후보   | 공천 형태 | 경력                             |
| ------------------------------ | ------ | --------- | -------------------------------- |
| 춘천시·철원군·화천군·양구군 갑 | 김혜란 | 경선      | 국민의힘 강원도당 법률자문위원장 |
| 춘천시·철원군·화천군·양구군 을 | 한기호 | 경선      | 제18·19·21대 국회의원            |
| 원주시 갑                      | 박정하 | 단수공천  | 제21대 국회의원                  |
| 원주시 을                      | 김완섭 | 단수공천  | 제13대 기획재정부 제2차관        |
| 강릉시                         | 권성동 | 단수공천  | 제18·19·20·21대 국회의원         |
| 동해시·태백시·삼척시·정선군    | 이철규 | 단수공천  | 제20·21대 국회의원               |
| 속초시·인제군·고성군·양양군    | 이양수 | 단수공천  | 제20·21대 국회의원               |
| 홍천군·횡성군·영월군·평창군    | 유상범 | 단수공천  | 제21대 국회의원                  |

### 충청북도
| 선거구                      | 후보   | 공천 형태 | 경력                                   |
| --------------------------- | ------ | --------- | -------------------------------------- |
| 청주시 상당구               | 서승우 | 전략공천  | 윤석열 정부 자치행정비서관             |
| 청주시 서원구               | 김진모 | 단수공천  | 국민의힘 청주시 서원구 당협위원장      |
| 청주시 흥덕구               | 김동원 | 경선      | 아시아투데이 부사장                    |
| 청주시 청원구               | 김수민 | 경선      | 제20대 국회의원                        |
| 충주시                      | 이종배 | 경선      | 제35대 충주시장. 제19·20·21대 국회의원 |
| 제천시·단양군               | 엄태영 | 경선      | 제14·15대 제천시장. 제21대 국회의원    |
| 보은군·옥천군·영동군·괴산군 | 박덕흠 | 경선      | 제19·20·21대 국회의원                  |
| 증평군·진천군·음성군        | 경대수 | 경선      | 제19·20대 국회의원                     |

### 충청남도
| 선거구               | 후보   | 공천 형태 | 경력                                                 |
| -------------------- | ------ | --------- | ---------------------------------------------------- |
| 천안시 갑            | 신범철 | 단수공천  | 제44대 국방부차관                                    |
| 천안시 을            | 이정만 | 경선      | 국민의힘 천안시 을 당협위원장                        |
| 천안시 병            | 이창수 | 경선      | 국민의힘 중앙당 인권위원회 위원장                    |
| 공주시·부여군·청양군 | 정진석 | 단수공천  | 제16·17·18·20·21대 국회의원                          |
| 보령시·서천군        | 장동혁 | 경선      | 제21대 국회의원                                      |
| 아산시 갑            | 김영석 | 단수공천  | 제19대 해양수산부장관                                |
| 아산시 을            | 전만권 | 경선      | 국민의힘 아산시 을 당협위원장                        |
| 서산시·태안군        | 성일종 | 단수공천  | 제20·21대 국회의원                                   |
| 논산시·계룡시·금산군 | 박성규 | 경선      | 제37대 제1야전군사령관                               |
| 당진시               | 정용선 | 단수공천  | 국민의힘 당진시 당협위원장                           |
| 홍성군·예산군        | 강승규 | 단수공천  | 제18대 국회의원. 윤석열 정부 초대 시민사회수석비서관 |

### 전북특별자치도
| 선거구                      | 후보   | 공천 형태 | 경력                                          |
| --------------------------- | ------ | --------- | --------------------------------------------- |
| 전주시 갑                   | 양정무 | 단수공천  | 국민통합위원회 전북협의회장                   |
| 전주시 을                   | 정운천 | 단수공천  | 제57대 농림수산식품부장관. 제20·21대 국회의원 |
| 전주시 병                   | 전희재 | 단수공천  | 제9대 전라북도 행정부지사                     |
| 군산시·김제시·부안군 갑     | 오지성 | 단수공천  | 국민의힘 전라북도당 전국위원                  |
| 군산시·김제시·부안군 을     | 최홍우 | 단수공천  | 나눔국민운동본부 공동대표                     |
| 익산시 갑                   | 김민서 | 단수공천  | 제7대 익산시의회 의원                         |
| 익산시 을                   | 문용희 | 단수공천  | 현대자동차 전주공장 노조지부장                |
| 정읍시·고창군               | 최용운 | 단수공천  | 인천펜싱협회 부회장                           |
| 남원시·장수군·임실군·순창군 | 강병무 | 단수공천  | 남원축협조합장                                |
| 완주군·진안군·무주군        | 이인숙 | 단수공천  | 제7·8대 완주군의회 의원                       |

### 전라남도
| 선거구                         | 후보   | 공천 형태 | 경력                                         |
| ------------------------------ | ------ | --------- | -------------------------------------------- |
| 목포시                         | 윤선웅 | 단수공천  | 국민의힘 목포시 당협위원장                   |
| 여수시 갑                      | 박정숙 | 단수공천  | 국민의힘 전라남도당 산림분과위원장           |
| 여수시 을                      | 김희택 | 단수공천  | 국민의힘 전라남도당 대외협력위원장           |
| 순천시·광양시·곡성군·구례군 갑 | 김형석 | 단수공천  | 제23대 통일부차관                            |
| 순천시·광양시·곡성군·구례군 을 | 이정현 | 단수공천  | 제18·19·20대 국회의원. 제3대 새누리당 당대표 |
| 나주시·화순군                  | 김종운 | 단수공천  | 제5·6대 나주시의회 의원                      |
| 담양군·함평군·영광군·장성군    | 김유성 | 단수공천  | 전라남도 대한탐정연합회 회장                 |
| 고흥군·보성군·장흥군·강진군    | 김형주 | 단수공천  | 광주시립민속박물관 학예연구실장              |
| 해남군·완도군·진도군           | 곽봉근 | 단수공천  | 국민의힘 중앙당 국책자문위원회 고문          |
| 영암군·무안군·신안군           | 황두남 | 단수공천  | 제3·5대 신안군의회 의원                      |

### 경상북도
| 선거구                      | 후보   | 공천 형태 | 경력                              |
| --------------------------- | ------ | --------- | --------------------------------- |
| 포항시 북구                 | 김정재 | 경선      | 제20·21대 국회의원                |
| 포항시 남구·울릉군          | 이상휘 | 경선      | 이명박 정부 대통령비서실 춘추관장 |
| 경주시                      | 김석기 | 경선      | 제20·21대 국회의원                |
| 김천시                      | 송언석 | 경선      | 제20·21대 국회의원                |
| 안동시·예천군               | 김형동 | 경선      | 제21대 국회의원                   |
| 구미시 갑                   | 구자근 | 경선      | 제21대 국회의원                   |
| 구미시 을                   | 강명구 | 경선      | 윤석열 정부 제2대 국정기획비서관  |
| 영주시·영양군·봉화군        | 임종득 | 단수공천  | 제8대 국가안보실 제2차장          |
| 영천시·청도군               | 이만희 | 단수공천  | 제20·21대 국회의원                |
| 상주시·문경시               | 임이자 | 경선      | 제20·21대 국회의원                |
| 경산시                      | 조지연 | 단수공천  | 윤석열 정부 대통령비서실 행정관   |
| 의성군·청송군·영덕군·울진군 | 박형수 | 경선      | 제21대 국회의원                   |
| 고령군·성주군·칠곡군        | 정희용 | 단수공천  | 제21대 국회의원                   |

### 경상남도
| 선거구                      | 후보   | 공천 형태 | 경력                                          |
| --------------------------- | ------ | --------- | --------------------------------------------- |
| 창원시 의창구               | 김종양 | 경선      | 제28대 국제형사경찰기구 총재                  |
| 창원시 성산구               | 강기윤 | 단수공천  | 제19·21대 국회의원                            |
| 창원시 마산합포구           | 최형두 | 단수공천  | 제21대 국회의원                               |
| 창원시 마산회원구           | 윤한홍 | 단수공천  | 제20·21대 국회의원                            |
| 창원시 진해구               | 이종욱 | 전략공천  | 제37대 조달청장                               |
| 진주시 갑                   | 박대출 | 단수공천  | 제19·20·21대 국회의원                         |
| 진주시 을                   | 강민국 | 단수공천  | 제21대 국회의원                               |
| 통영시·고성군               | 정점식 | 단수공천  | 제20·21대 국회의원                            |
| 사천시·남해군·하동군        | 서천호 | 경선      | 국가정보원 제2차장                            |
| 김해시 갑                   | 박성호 | 경선      | 제13대 경상남도 행정부지사                    |
| 김해시 을                   | 조해진 | 전략공천  | 제18·19·21대 국회의원                         |
| 밀양시·의령군·함안군·창녕군 | 박상웅 | 전략공천  | 제20대 대통령직인수위원회 자문위원            |
| 거제시                      | 서일준 | 단수공천  | 제21대 국회의원                               |
| 양산시 갑                   | 윤영석 | 단수공천  | 제19·20·21대 국회의원                         |
| 양산시 을                   | 김태호 | 전략공천  | 제18·19·21대 국회의원. 제32·33대 경상남도지사 |
| 산청군·함양군·거창군·합천군 | 신성범 | 단수공천  | 제18·19대 국회의원                            |

### 제주특별자치도
| 선거구    | 후보   | 공천 형태 | 경력                             |
| --------- | ------ | --------- | -------------------------------- |
| 제주시 갑 | 고광철 | 전략공천  | 전 미래통합당 제주도당 대변인    |
| 제주시 을 | 김승욱 | 단수공천  | 전 국민의힘 제주시 을 당협위원장 |
| 서귀포시  | 고기철 | 경선      | 제주특별자치도경찰청장           |

## 비례대표
국민의힘은 국민의미래에 비례대표 후보를 냈다.

## 같이 보기
- 대한민국 제22대 국회의원 선거